# Angelo Autore
Angelo Autore (Rocca di Cambio, 14 settembre 1936 – L'Aquila, 20 novembre 2014) è stato un rugbista a 15 italiano, per vent'anni estremo dell'Aquila Rugby, e due volte campione d'Italia con il club abruzzese, oltre ad avere rappresentato l'Italia 12 volte tra il 1961 e il 1969.

## Biografia
Nella vita di tutti i giorni infermiere all'ospedale psichiatrico di Collemaggio all'Aquila, debuttò nella prima squadra del club cittadino nel 1956 contro la S.S. Lazio.
Nel biennio 1959-61 fu militare in Pubblica Sicurezza e, pertanto, aggregato alla squadra delle Fiamme Oro di stanza a Padova, con cui si laureò per la prima volta campione d'Italia nel 1961: in tale anno giunse anche l'esordio con l'Italia a Piacenza contro la Germania Ovest.
Tornato all'Aquila, fu tra i protagonisti della vittoria del primo scudetto della compagine neroverde nel 1967 e, due anni più tardi, del secondo, cui contribuì con il record di punti marcati (108) in tale edizione di torneo.
Sempre nel 1969 disputò l'ultimo dei suoi 12 incontri in nazionale, a Catania contro la Francia.
Dopo il ritiro, con 280 partite per l'Aquila e 303 complessive in serie A, fu sindacalista della CGIL, militante e candidato del PSIUP e a seguire del Partito Democratico della Sinistra e di tutte le sue derivazioni; a seguito della sua morte avvenuta a il 20 novembre 2014 all'Aquila, la Federazione Italiana Rugby dispose di schierare la nazionale impegnata contro il Sudafrica a Padova con il lutto al braccio in omaggio ad Autore.
A Rocca di Cambio gli è dedicata una statua, insieme al concittadino Piergiorgio Desiati, per i risultati sportivi raggiunti. 

## Palmarès
- Campionati italiani: 3
Fiamme Oro: 1960-61
L'Aquila: 1966-67, 1968-69